# Meisje met ranonkels
Meisje met ranonkels (Engels: Girl with Buttercups, Frans: Fille aux renoncules) is een schilderij van de Nederlandse schilder Theo van Doesburg in het Centraal Museum in Utrecht.

## Datering
Het stelt een geabstraheerd meisjesgezicht voor met bloemen en is linksonder gesigneerd "Theo van Doesburg; 1914". Van Doesburg voltooide het schilderij waarschijnlijk vlak voor zijn mobilisatie op de Noord-Brabantse Regte Heide in augustus 1914. In Tilburg schreef hij op 10 december 1914 aan een zekere Bertha: "Ge vraagt naar mijn werk. Het laatste werk dat ik te Amsterdam maakte ('La Fille aux renoncules') is geheel als visioen van kleur en expressie opgevat. Het onderwerp is slechts 't motief. Ik reken het tot het beste specimen van mijn begrip van schilderkunst. Het was bestemd voor Parijs ... doch ik verwachtte zelf daar in het centrum van Kunst geen onmiddellijk succes. Stel u zoo iets in den Bosch voor! Gij zoudt er zelf om lachen geloof ik en ik niet minder!" Met Parijs bedoelt Van Doesburg de 30e tentoonstelling van de Aristes Indépendants, die van 1 maart tot en met 30 april 1914 plaatsvond.

## Betekenis
Meisje met ranonkels is de eerste serieuze poging van Van Doesburg tot het maken van een abstract schilderij na het lezen van Kandinskys Rückblicke een jaar eerder. Hij zag het zelf dan ook, in retrospectief, als een sleutelwerk in zijn oeuvre.

## Herkomst
Toen Van Doesburg in 1931 overleed erfde zijn vrouw Nelly van Doesburg het schilderij, die het omstreeks 1948 verkocht aan de Amerikaan William N. Copley, die het van 1974 tot 1979 in bruikleen gaf aan de Yale University Art Gallery in New Haven. Copley verkocht het op zijn beurt aan S. Tarcia, die het in 1994 doorverkocht aan het Centraal Museum.